# Ирма Гризе
Ирма Илзе Ида Гризе (7. октобар 1923 — 13. децембар 1945) била је чуварка нацистичких концентрационих логора у Равензбрик и Аушвицу, и служила је као управница женског одељења Берген-Белзен. Била је СС добровољац.
Гризе је осуђена за злочине који су укључивали злостављање и убиство затвореника почињених у концентрационим логорима Аушвиц и Берген-Белзен, и осуђена на смрт на суђењу у Белзену. Погубљена са 22 године, Гризе је била најмлађа жена која је умрла на суду по британским законима у 20. веку. Затвореници Аушвица су јој дали надимак „Хијена из Аушвица“ ("die Hyäne von Auschwitz")

## Младост и породица
Ирма Елизабет Изле Ида Гресе рођена је од стране Берте Гризе и Алфреда Гризеа, оба млекара, 7. октобра 1923. Ирма је била треће од петоро деце (три девојчице и два дечака). Године 1936. њена мајка је извршила самоубиство. Берта Гризе умрла је након што је попила хлороводоничну киселину након што је откривена Алфредова афера са ћерком власника локалног паба. Историчар Петер Вронски је спекулисао да се Алфред Гризе придружио Нацистичкој партији 1937. и да се поново оженио 1939.
Ирмина сестра, Хелен Гризе, рекла је на Ирмином суђењу да у основној школи, када су се „девојчице свађале и свађале, [Ирма] никада није имала храбрости да се бори, већ је... побегла“.  Ирма је напустила школу 1938. са 15 година и радила као помоћна медицинска сестра у санаторијуму СС-а.

## Чувар концентрационог логора
У тинејџерским годинама, Гризе је, као и њене сестре, желела да се придружи Лиги немачких девојака, огранку омладинских радница за девојчице, али јој је отац то забранио. Пре свог 18. рођендана, преселила се у базу за обуку СС женских помагача, која се налазила у близини Равензбрика, концентрационог логора за све жене. Након школовања, добровољно се пријавила да ради у Равензбрику.
Гризе је убрзо унапређена на позицију стражара у Аушвиц-Биркенау. Године 1942. постала је Ауфсехерин (чувар или надзорник) у Равензбрику, и пребачена у Аушвиц-Биркенау у марту 1943; због њеног премештања, Гризе се исте године посвађала са оцем, пошто се он жестоко противио њеном уласку у СС пратњу, и протерао ју је из куће.
Године 1944. унапређена је у Рапортфухрерин (известилац), други највиши могући чин за жене управнике концентрационих логора. Гризе је учествовала у селекцији затвореника за гасне коморе у Аушвицу.
Почетком 1945. Гризе је пратила транспорт затвореника за евакуацију из Аушвица у Равензбрик. У марту је отишла у Берген-Белзен, заједно са великим бројем затвореника из Равензбрика. Гризе је заробљена од стране британске војске 17. априла 1945, са другим СС особљем које није побегло.

## Суђење за ратне злочине
Гризе је била међу 45 оптужених за ратне злочине на суђењу Белзену које је одржано у Линебургу у Доњој Саксонији. Судило јој се током првог периода суђења (17. септембар – 17. новембар 1945), а заступао ју је мајор Л. Цранфилд. Суђења су вођена према британском војном закону, на основу оптужби које произилазе из Женевске конвенције из 1929. године о поступању са затвореницима. Оптужбе против ње биле су усредсређене на њено малтретирање и убиство затвореника у логорима.

Преживели су дали детаљна сведочења о окрутностима; тврдили су и да је неке жене тукла плетеним бичем. Под директним испитивањем, Ирма Гризе је сведочила о својој прошлости:
"Рођена сам 7. октобра 1923. Године 1938. напустила сам основну школу и радила шест месеци на пољопривредним пословима на фарми, након чега сам шест месеци радила у радњи у Личену. Када сам имала 15 година отишла сам у болницу у Хохенлихену, где сам остала две године. Покушала сам да постанем медицинска сестра, али Берза рада то није дозволила и послала ме је да радим у млекари у Фурстенбергу. У јулу 1942. поново сам покушала да постанем медицинска сестра, али ме је Берза рада послала у концентрациони логор Равензбрик, иако сам протестовала против тога. Ту сам остала до марта 1943, када сам отишла у логор Биркенау у Аушвицу. У Аушвицу сам остао до јануара 1945. 
Током суђења, штампа је Грезу означила као „прелепу звер” поред бившег СС-хауптстурмфирера Јозефа Крамера („Звер из Белзена”), бившег команданта у Биркенау. После деветонедељног суђења, Гризе је осуђена на смрт вешањем. Иако су оптужбе против неких других чувара (укупно 16 оптужених) биле једнако озбиљне као оне против Гризе, она је била једна од само три чуварке које су осуђене на смрт.

## Извршење
Грезе и још двоје радника концентрационих логора, Јохана Борман и Елизабет Волкенрат, осуђени су, заједно са осам мушкараца, за злочине почињене у Аушвицу и Белзену, и осуђени на смрт. Како су пресуде прочитане, Грезе је била једини затвореник који је остао пркосан. Њена каснија жалба је одбијена.

Према речима Венди Адел-Мари Сарти, ноћ пре погубљења, Гризеје певала нацистичке песме до раних јутарњих сати са Јоханом Борман. Дана 13. децембра 1945. у затвору у Хамелну, Гризе је одведена на вешала. Жене су погубљене појединачно дугим вешањем, а затим мушкарци у паровима. Наредник-мајор британске војске Ричард Ентони О'Нил помогао је џелату Алберту Пјерпоинту:
"Попели смо се степеницама до ћелија у којима су чекали осуђеници. Немачки официр на вратима која су водила у ходник нагло је отворио врата и ми смо прошли поред реда лица у одају за погубљење. Официри су стајали на опрезу. Бригадир Патон-Волш је стајао са подигнутим ручним сатом. Дао ми је знак и у комори се чуо уздах ослобођеног даха, ушао сам у ходник. 'Ирма Гризе', назвао сам. Немачки стражари су брзо затворили све решетке на дванаест инспекцијских рупа и отворили једна врата. Ирма Гризе је изашла. Ћелија је била сувише мала да бих могао да уђем унутра, и морао сам да је причврстим у ходнику. „Прати ме“, рекао сам на енглеском, а О'Нил је поновио наређење на немачком. У 9.34 ушла је у одају за погубљење, на тренутак се загледала у званичнике који су стајали око ње, онда сам отишао до центра замке, где сам направио траг кредом. Стајала је на овом знаку веома чврсто, и док сам јој стављао белу капу на главу, она је својим млитавим гласом рекла: „Шнел“. [превод на енглески: 'Брзо']. Кап се срушила, а доктор ме је пратио у јаму и прогласио је мртвом. После двадесет минута тело је скинуто и стављено у ковчег спреман за сахрану."

## Драматизације
Гризе је приказана као споредан лик у два филма: Последњи џелат (2005), који приказује њено погубљење након суђења за ратне злочине у Белзену; и Out of the Ashes (2003). Оба филма имају додатне женске чуваре у много мањим улогама. Гризе је накратко приказан у неговорној реконструкцији у Auschwitz: The Nazis and 'The Final Solution (2005).